# Arame urartui fejedelem

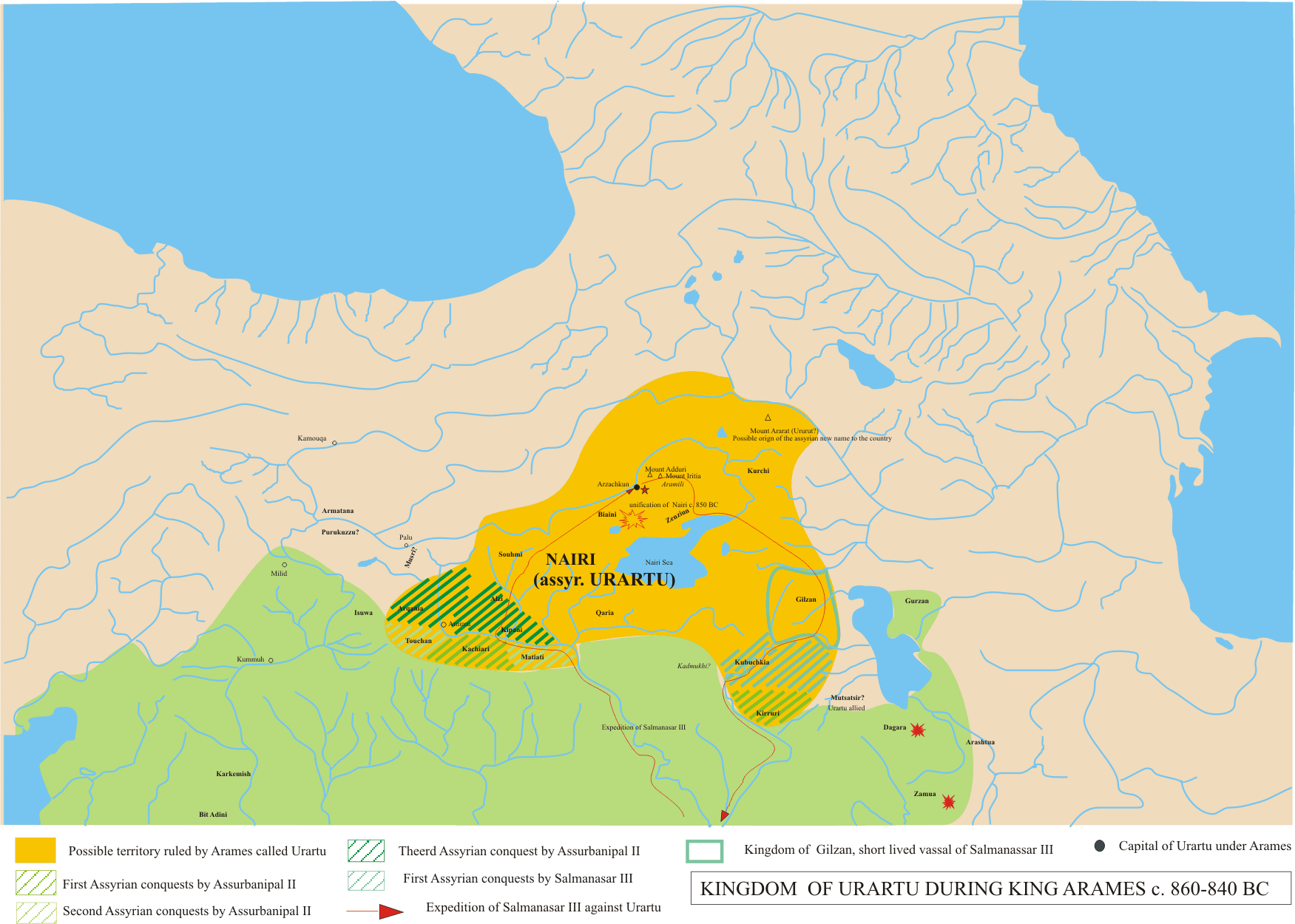
II. Assur-nászir-apli hódításai és III. Sulmánu-asarídu urartui hadjárata

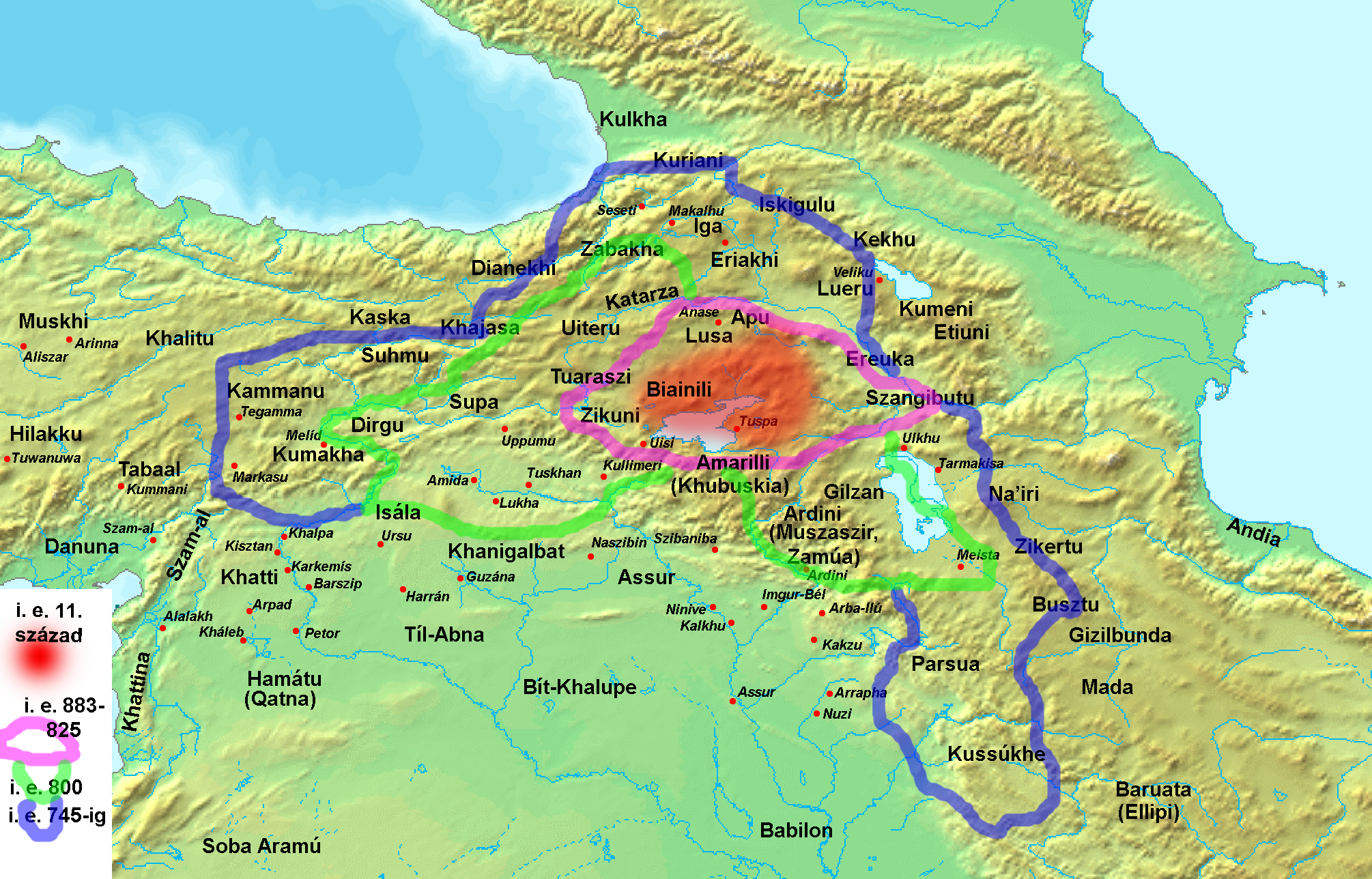
Urartu területváltozásai az i. e. 11. századtól i. e. 745-ig

Arame (örmény Արամե, ur. i. e. 858 – i. e. 844) Arzasku város (később Manavazegerd, mai Melazgerd), Biai terület központjának fejedelme, aki Biainili néven néhány urartui (az asszír forrásokban Uruatri, Uruatru) fejedelemséget egyesített az i. e. 9. században az asszír fenyegetés hatására. Neve az Arme vagy Aram családnévből származik, amely később Armeniának, így Örményországnak is a nevét adta.
Az előzmény az i. e. 859-ben meghalt II. Assur-nászir-apli három urartui hadjárata volt, melyek során a Tigris és a Nagy-Záb felső szakaszán hódított, többek közt Alzi, Supria és Suhmu is a kezébe került. Assur-nászir-apli rendkívül kegyetlen módszerei minden meghódított területen nagy ellenállást keltettek, amit ő asszír telepesek kolóniáival próbált megkerülni. Az urartui fejedelemségek első szövetségeit is ezek a hódítások és rablóhadjáratok kényszerítették ki. III. Sulmánu-asarídu rögtön trónra lépése után megtámadta a Van-tó környékét, majd i. e. 856-ban szintén Urartuban portyázott, elindult a Tigris mentén, megkerülte a Van-tavat, majd a Nagy-Zábnál tért haza. Ez volt az első olyan asszír hadjárat, amely mélyen behatolt a Kaukázus térségébe. Győzelmi sztéléjén lovak zsákmányolásáról számolt be, Imgur-Ellil bronz templomkapuján domborműveken örökítették meg az eseményt. Az asszírok további hódításaitól a délkelet-anatóliai és szíriai helyzet mentesítette az országot.
Sulmánu-asarídu domborművei alapján az urartui harcosok övvel összefogott hosszú inget hordtak, tarajos, vagy csúcsos, kúp alakú sisak volt a fejükön, pajzsuk kicsi és kerek, kardjuk egyenes rövidkard. Íjászokat csak a falak védelménél alkalmaztak.
Egyes álláspontok szerint Sulmánu-asarídu elfoglalta Arzaskut is, és Arame valahová a Van-tótól északra tette a székhelyét. Más vélemények szerint Arzasku eleve északabbra helyezkedett el az azonos nevű folyó partján (ma Murat), ezért Arame különösebb gond nélkül vészelte át az asszír dúlást. Az urartui királyok későbbi székhelyét, Tuspát csak utódja, Lutipri, vagy annak fia, I. Szarduri alapította Biainili fejedelemség területén. A tényleges Urartu királyságot valószínűleg Szarduri hozta létre, bár egyes vélemények szerint Arame, a legelső ismert nevű urartui fejedelem szervezte meg azt.